# Вилен (Тургау)
Вилен (нем. Wilen TG) — коммуна в Швейцарии, в кантоне Тургау.
Входит в состав округа Мюнхвилен. Население составляет 2029 человек (на 31 декабря 2007 года). Официальный код — 4786.

## Фотографии

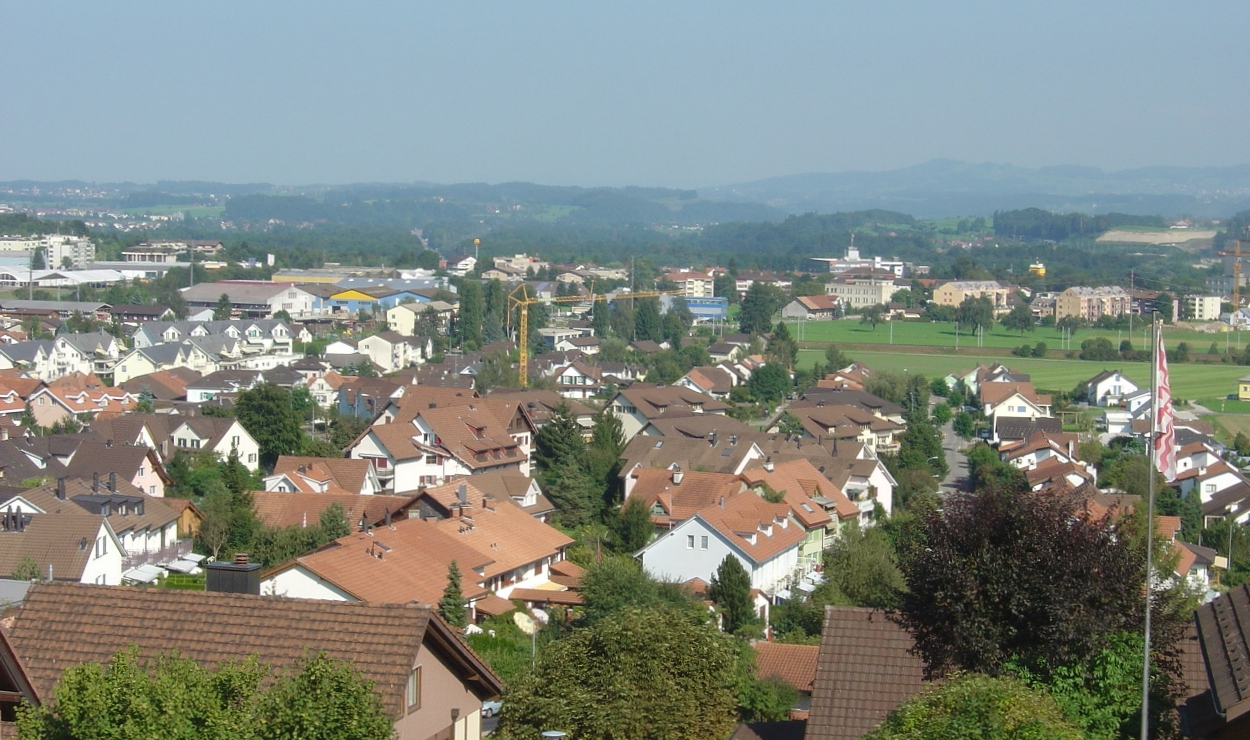
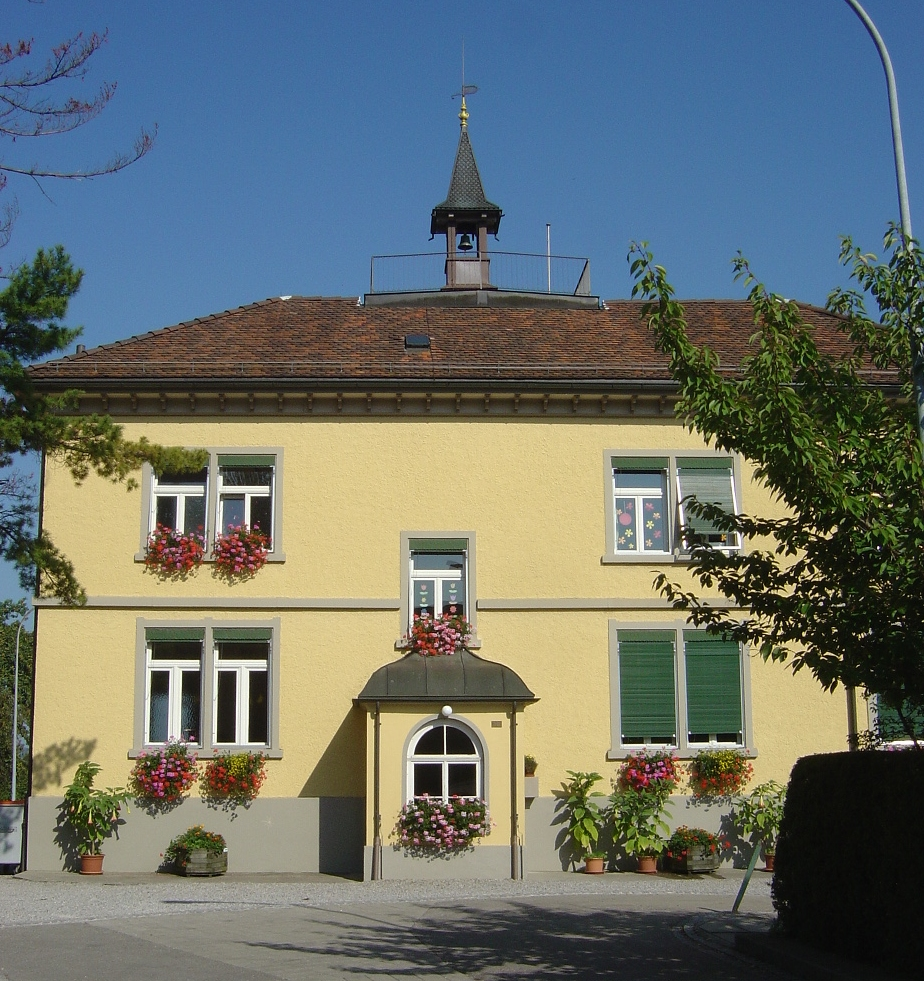
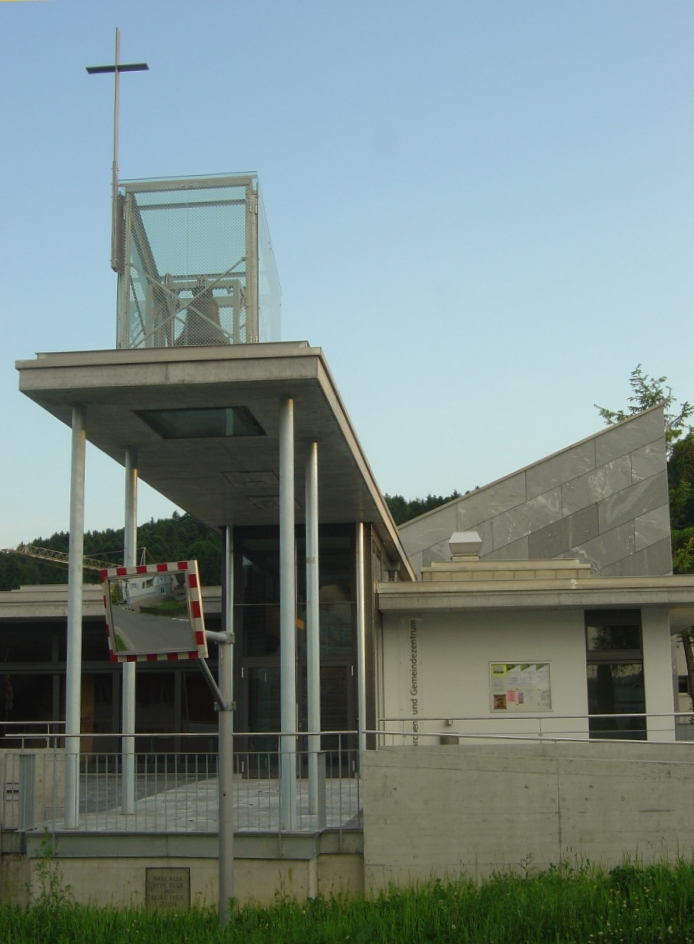
Церковь